# Mongondow (langue)
Pour l’article homonyme, voir Mongondow.
Le mongondow est une langue d'Indonésie. Elle forme, avec le ponosakan, le sous-groupe mongondowique. Ce sous-groupe forme à son tour, avec le gorontalo, le groupe gorontalique dans le rameau des langues philippines de la branche malayo-polynésienne des langues austronésiennes.